# Gary Thain
Gary Mervin Thain (Christchurch, 1948-Londres, 1975) fue un bajista neozelandés de rock afincado en Inglaterra, conocido por haber sido parte de Uriah Heep, en la época dorada de la banda, a principios de los años 1970.

## Biografía
Thain nació en la ciudad neozelandesa de Christchurch, en la Isla Sur. El 15 de mayo de 1948, comenzó a tocar en la banda The Strangers, en su país, con quienes grabó un par de sencillos, tras lo cual se muda a Australia, uniéndose al grupo The Secrets.
Hacia 1967, se une a la banda New Nadir, y luego pasa a formar parte de la Keef Hartley Band, proyecto blues rock del baterista Keef Hartley, con quienes graba seis álbumes, entre 1969 y 1972.
En 1972, es convocado para tocar en Uriah Heep, con quienes graba un primer disco, Demons and Wizards, mientras que a fines de ese mismo año aparece The Magician's Birthday, segundo álbum de Gary con la banda, seguidos de Sweet Freedom (1973) y Wonderworld (1974); trabajos que vendrían a marcar el máximo apogeo de Uriah Heep como grupo.
Del mismo modo, Thain colaboró con diversos artistas como Champion Jack Dupree, Martha Velez, Miller Anderson o Pete York Percussion Band, y en 1973 colaboró con su compañero en Uriah Heep, Ken Hensley, para el primer disco en solitario de éste, Proud Words on a Dusty Shelf.
En septiembre de 1974, durante un show en Dallas, Texas, Thain recibió un choque eléctrico, del cual nunca se recobró completamente.
Wonderworld sería el último álbum de Gary Thain con Uriah Heep, ya que fue despedido de la banda a principios de 1975, debido a su drogadicción, siendo reemplazado por el exmiembro de King Crimson: John Wetton.
Thain falleció prematuramente a los 27 años, el 8 de diciembre de 1975 en su domicilio, en Londres, debido a una sobredosis de heroína.

## Discografía
Con Keef Hartley Band
- Halfbreed (1969)
- The Battle of North West Six (1969)
- The Time is Near (1970)
- Little Big Band Live at The Marquee 1971 (1971)
- Overdog (1971)
- Seventy-Second Brave (1972)

Con Uriah Heep
- Demons and Wizards (1972)
- The Magician's Birthday (1972)
- Uriah Heep Live (directo, 1973)
- Sweet Freedom (1973)
- Wonderworld (1974)
- Live at Shepperton '74 (directo, 1986)